# Il ritorno di Ringo
Il ritorno di Ringo è un film del 1965 diretto da Duccio Tessari.
All'inizio della lavorazione la scheda del film, del genere western all'italiana, ebbe un altro titolo che fu pensato per rendere più esplicito il richiamo all'Odissea e la titolazione provvisoria con la quale si inizia a girare è L'Odissea dei lunghi fucili. Ma dopo il successo di Una pistola per Ringo il regista ed i produttori decisero di cambiarlo in Il ritorno di Ringo, anche se le storie non hanno elementi in comune.

## Trama
Due mesi dopo il termine della Guerra di Secessione, Montgomery Brown detto "Ringo", torna a casa dopo aver combattuto per l'esercito unionista nella guerra. Subito si accorge però che le cose non sono più quelle di una volta: banditi messicani capitanati dal violento Esteban Fuentes, tiranneggiano da tempo sulla città. Tutti coloro che in passato si erano opposti alla loro prepotenza sono stati uccisi, compreso il padre di Ringo, funzionario governativo; inoltre, il fratello di Esteban, il feroce Francisco Fuentes, detto "Paco", ricatta la moglie di Ringo, Hally, per tenerla vicino a sé, minacciandone costantemente la figlia piccola.

Ringo ferma un coltello con il calcio del suo fucile

Per non farsi riconoscere e poter così studiare il da farsi, Ringo si fa crescere la barba e la tinge di nero, assieme ai capelli, fingendosi un messicano al servizio di Miosotis, l'esile tuttofare cittadino, brontolone ma di buon cuore. Paco vorrebbe sposare Hally, che tuttavia temporeggia, dicendo che non potrà risposarsi fino a che suo marito, disperso, non tornerà dalla guerra, o non si avranno prove certe della sua morte. Esteban, per aiutare il fratello, paga un militare per fingere la morte di Ringo in guerra, obbligando così la sua vedova a cedere ed acconsentire a risposarsi con il fratello Paco. Ringo non ha più tempo ed è costretto ad agire, ma a causa di una ferita alla mano destra (infertagli da Paco, che lo aveva scambiato per un ladro) si fa aiutare da Miosotis, che lo allena a sparare con la mano sinistra e dall'indiano Mimbreno; a loro si unirà anche lo sceriffo, un uomo di indole pacifica, innamorato di Rosita, ballerina del Saloon e donna di Esteban; quest'ultimo, arrestato con i suoi uomini dallo sceriffo, verrà liberato da Rosita e, dopo aver ucciso lo sceriffo, correrà ad aiutare Paco, caduto in un agguato di Ringo nel giorno del matrimonio. Dopo aver scoperto che lo sceriffo è morto e che i banditi si sono rifugiati in una villa, Ringo chiama a raccolta tutti i cittadini, organizzando una vera sommossa popolare; l'ex militare guiderà un attacco in forze alla villa, salvando la figlia e liberando il paese dai banditi.

## Produzione
Il film venne girato interamente in Spagna: sia le scene della villa della famiglia Brown (la Can Fàbregas) che quelle del villaggio dove arriva Ringo vennero realizzate presso Esplugues de Llobregat (nella provincia di Barcellona). Le scene interne vennero invece girate ai PC Balcazar Studios di Madrid. Il regista Duccio Tessari compare in alcune scene nella parte di uno dei banditi.

## Colonna sonora
Come per il precedente film, le canzoni sono state realizzate da Ennio Morricone e cantate da Maurizio Graf.
Musiche di Ennio Morricone.
1. Il ritorno di Ringo - Main Titles – 2:16
2. The Disguise – 2:23
3. Mariachi #1 – 1:51
4. Violence – 5:54
5. Sheriff Carson – 1:20
6. The Fuentes – 1:08
7. Mariachi #2 – 2:03
8. Main Titles Instrumental – 1:26
9. Barnaba's Bamba – 2:34
10. The Wedding and The Revenge – 1:28
11. The Funeral – 2:03
12. Peace Comes Back in Mimbres – 2:20

## Distribuzione
Il film venne distribuito nelle sale cinematografiche italiane dalla Cineriz l'8 dicembre 1965.

### Estero

I banditi che tiranneggiano la città

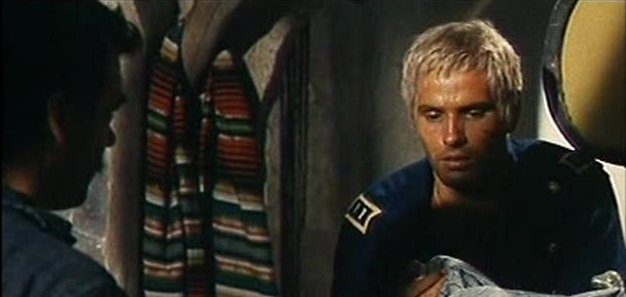
Un inedito Giuliano Gemma biondo

Il film è uscito all'estero come:
- The Return of Ringo (Regno Unito)
- The Angry Gun (Australia)
- El Retorno de Ringo (Spagna)
- Det kom en farlig man (Svezia)
- Le Retour de Ringo (Francia)
- Ringo kommt zurück (Germania)